# Epinay-Champlâtreux
Epinay-Champlâtreux – miejscowość i gmina we Francji, w regionie Île-de-France, w departamencie Dolina Oise.
Według danych na rok 1990 gminę zamieszkiwało 66 osób, a gęstość zaludnienia wynosiła 19 osób/km² (wśród 1287 gmin regionu Île-de-France Epinay-Champlâtreux plasuje się na 1066. miejscu pod względem liczby ludności, natomiast pod względem powierzchni na miejscu 788.).